# Aras
För andra betydelser, se Aras (olika betydelser).

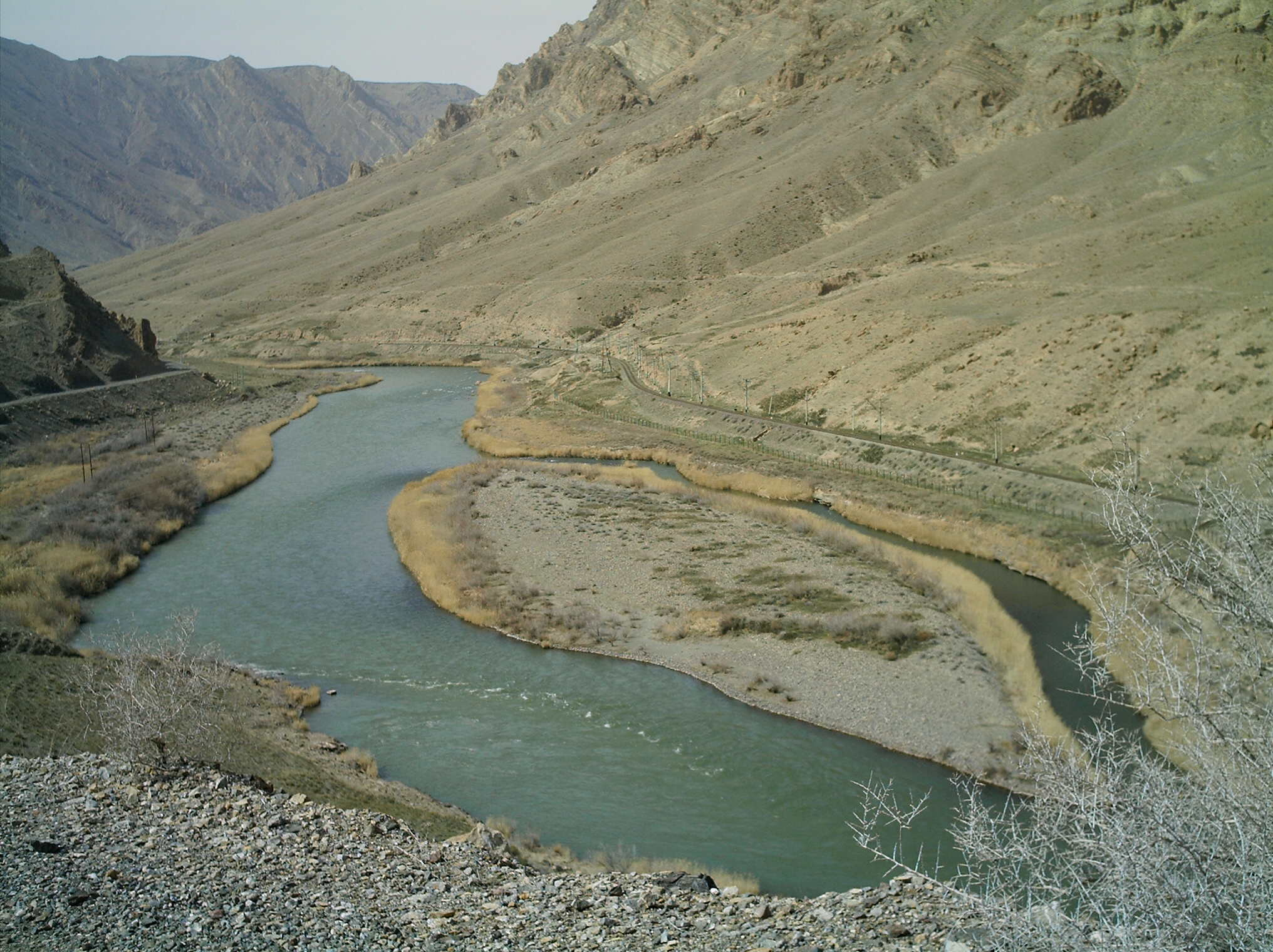
Floden Aras mellan Iran och Nachitjevan.

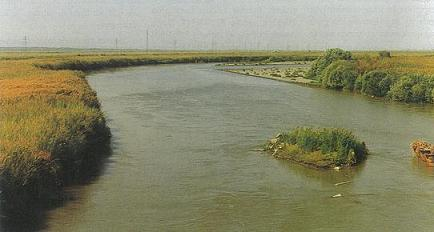
Aras nära Iğdır

Aras (azerbajdzjanska: Araz; ryska: Araks; grekiska: Araxes; persiska: ارس; kurdiska: Araz , armeniska: Արաքս; även Arax) är en 1072 kilometer lång flod i Kaukasien i västra Asien.
Den rinner upp nära Erzurum i nordöstra Turkiet, avvattnar armeniska höglandet med berget Ararat och tar sig österut mot Armenien. Den bildar gräns först mellan Turkiet och Armenien, sedan mycket kort mellan Turkiet och den azerbajdzjanska exklaven Nachitjevan, sedan mellan Nachitjevan och Iran, sedan mellan Armenien och Iran, sedan mellan Azerbajdzjan och Iran, för att slutligen rinna in i Azerbajdzjan där den rinner in i floden Kura, vilken bildar delta i Kuralåglandet med utflöde i Kaspiska havet.
Under förhistorisk tid hade Kura-Araxes-kulturen sitt centrum vid floden. Aras blev enligt fördraget i Gulistan 1813 gräns mellan Persien och Ryssland. Iran och Sovjetunionen byggde 1964–1971 en gemensam damm vid Poldasht.